# Antonio Martínez Martínez (ministre)
Antonio Martínez Martínez (Ajamil de Cameros, 13 de gener de 1770 – Lleó, 22 de desembre de 1854) va ser un militar i polític espanyol.
Fill de Manuel Martínez Ulibarría, regidor perpetu de la seva vila natal, i de Josefa Manuela Martínez Lozano y Pastor. Per un oncle oficial d'Hisenda en Madrid ingressa en aquesta Secretaria i en fou intendent de la seva província de La Rioja el 1815 i després comptador general en el Consell Suprem d'Hisenda. Durant el Trienni liberal ocupa el lloc de tresorer general i, per una breu jornada d'agost de 1822, la Secretaria d'Estat i del Despatx d'Hisenda, encara que serà poc abans de la mort del Rei quan l'ocupi ja de manera més perllongada entre el 25 de març i el 27 de desembre de 1833, en el gabinet de Francisco Cea Bermúdez.
El 1834 s'incorporà a l'Estamento de Próceres del Regne i va ser senador vitalici des de 1845. A més va ser cavaller de l'Orde de Carles III.